# Trithemis congolica
Trithemis congolica – gatunek ważki z rodziny ważkowatych (Libellulidae).